# Episteira
Episteira is een geslacht van vlinders van de familie spanners (Geometridae), uit de onderfamilie Larentiinae.

## Soorten
- E. africana (Aurivillius, 1910)
- E. atrospila (Strand, 1915)
- E. colligata Warren, 1899
- E. confusidentata (Warren, 1897)
- E. delicata Warren, 1906
- E. eupena Prout, 1936
- E. frustrata Prout, 1935
- E. mouliniei Legrand, 1971
- E. nigrifrons Warren, 1907
- E. nigrilinearia Leech, 1897
- E. vacuefacta Prout, 1931